# 友水龙骨
友水龙骨（学名：Polypodiodes amoena）为水龙骨科水龙骨属下的一个种。

## 扩展阅读
- 維基物種上的相關：友水龙骨